# 부르고뉴 포도주

부르고뉴 지역

부르고뉴 포도주는 욘주, 코트도르주, 손에루아르주, 니에브르주에 이르는 프랑스의 부르고뉴 지방에서 생산되는 포도주이다. 부르고뉴 포도주는 부르고뉴 AOC를 가지고 있다.
영어로는 버건디로 익숙히 알려진 프랑스 유명 지명이다.
부르고뉴 지역은 전체 길이가 250km에 달하며 포도 재배지 면적은 29,500 헥타르에 달한다. 27,188 헥타르에 달하는 포도주용 포도 재배지 중에서 2,500 헥타르가 AOC 등급을 받았다. 144,202,800 리터를 연간 생산한다.
이 지역의 적포도주는 피노 누아르(Pinot Noir), 가메이(Gamay) 포도종를 쓰고 백포도주는 샤르도네와 알리고테 포도를 쓴다. 이 지역에서 생산되는 포도주의 33.8%가 적포도주, 로제 와인(vins rosés)이고 59.5%가 백포도주이다. 나머지 6.7%는 발포성 포도주로 생산된다.
오랜 역사의 결과로, 부르고뉴와 부르고뉴 포도주는 전 세계적으로 유명하다. 보졸레 누보와 연간 생산량이 5,000병 정도로 숙성되지 않은 포도주 한병에 한화 900만원(5,000유로) 정도하는 세계에서 가장 비싼 포도주인 로마네 콩티(프랑스어: Romanée-conti)가 대표적인 부르고뉴 지역의 포도주이다.

## 지역성
원산지 포도에 있어서 토양과 풍토등의 지역성은 한국인이 쌀이 생산되는 고장과 품종에 의해 쌀맛을 음미하고 때로는 이로써 독특한 감칠맛을 구별하듯이 프랑스 서쪽 해안가에 위치한  보르도 와인과  동쪽 내륙 안쪽에 위치한 리옹(Lyon)의 론강 이남의 역사적인 부르고뉴 포도주에서 프랑스인들 역시 고장과 품종에 의해 적포도주맛을 음미하고 식음한다.

## 같이 보기
- 카베르네 소비뇽
- 메를로